# خوسيه ليند
خوسيه ليند (بالإنجليزية: José Lind)‏ هو لاعب كرة قاعدة أمريكي، ولد في 1 مايو 1964 في تواباخا ‏ في الولايات المتحدة.

## وصلات خارجية
- خوسيه ليند على موقع دوري كرة القاعدة الرئيسي (الإنجليزية)
- خوسيه ليند على موقعبيزبول رفرنس.كوم (الدوري الرئيسي) (الإنجليزية)
- خوسيه ليند على موقعبيزبول رفرنس.كوم (الدوري الثانوي) (الإنجليزية)
- خوسيه ليند على موقع إي إس بي إن.كوم (أم.أل.بي) (الإنجليزية)
- خوسيه ليند على موقع مشجعي الرسوم البيانية (الإنجليزية)